# Родерик Мърчисън
Сър Родерик Импи Мърчисън (на английски: Roderick Impey Murchison) е виден шотландски геолог и изследовател.

## Биография

### Произход и младост (1792 – 1825)
Роден е на 19 февруари 1792 година в Тарадейл, Шотландия. Завършва средно училище в Дърам, Англия, а по-късно и военно училище, за да се подготви за армията. През 1808 г. участва във военната кампания срещу Наполеон на Пиренейския п-ов. През 1815 г., след 8 г. служба, той се оттегля и се жени за Шарлота – дъщеря на генерал от Хемпшир. Младоженците живеят две години основно в Италия, след което се установяват в Англия през 1818 г.
След преселването си в Англия Мърчисън се запознава с Хъмфри Деви, който го убеждава да отдаде енергията си на науката. Оттогава и през целия си живот Родерик Мърчисън е очарован от младата наука геология. Малко след това постъпва в Геоложкото дружество в Лондон и скоро се доказа като един от най-активните му членове. Сред колегите му са Адам Седжуик, Уилям Конибер, Уилям Бъкланд, Уилям Фитън и Чарлз Лайъл.

### Изследователска дейност (1825 – 1843)
През 1825 – 1826 г., заедно с жена си, която също е очарована от геологията, изследва възвишението Норт Даунс, западната част на Саут Даунс и южното крайбрежие на Англия между 1º 30` и 3º з.д., след което пише първата си научна книга, представена пред Геоложкото дружество през 1825 г., в която отделя самостоятелен геоложки период в палеозойската ера, който нарича девонски.
През 1828 – 1830 г. заедно с Чарлз Лайъл изследва вулканичните региони в Южна Франция, Северна Италия, Тирол и Швейцария. Малко по-късно, в сътрудничество със Седжуик, той започва да изучава геоложката структура на Алпите и съвместният им труд за резултатите от тези проучвания, се превръща в класика сред литература по геология на Алпите.
През 1831 и 1832 г. отново двамата със Седжуик изследват източните части на Уелс и Камбрийските планини, а през 1836 – Корнуол и Девън. През 1835 г. на основата на изследваните изкопаеми на границата на Англия и Уелс двамата отделят самостоятелен геоложки период в палеозойската ера, който наричат камбрийски, а малко след това Мърчисън отделя още един период – силурски.
През 1840 – 1841 г. Мърчисън провежда полеви изследвания в Европейска Русия с участието на Александър Кейзерлинг.
През 1840 г. самостоятелно изследва участък от южното крайбрежие на Бяло море, река Пинега и по Северна Двина и Сухона се изкачва до горното течение на последната (в страничен маршрут изследва цялото течение на река Юг) като описва възвишението Северни Ували. От горното течение на Сухона се прехвърля към Волга и подробно се запознава с геологията на Валдайските възвишения.
През лятото на 1841 г. заедно с Кейзерлинг описва северната част на Средноруските възвишения по река Ока, между устията на реките Угра и Москва и се спуска по Волга от 40º до 49º и.д. Изследва и реките Кама и Вятка. 7 пъти пресича Урал и изследва западните и източните му склонове между 60º и 51º с.ш. Изследва Бугулминско-Белебеевските възвишения, по река Сок се спуска до Волга и по нея до Волгоград. Проследява долното течение на Дон, изследва Донецкия кряж и река Северски Донец до 50º с.ш., продължава на север, пресича Средноруските възвишения и се прибира в Петербург.
На базата на двегодишните си изследвания в Русия отделя самостоятелен геоложки период в палеозойската ера, който нарича пермски.
През 1843 изследва Карпатите, Судетите и Чешкия Лес.

### Следващи години (1844 – 1871)
В периода от 1851 до смъртта си през 1871 г. Мърчисън е четири пъти председател на Британското кралско географско дружество. През всичките тези 20 години той участва в заплануването, организирането и финансовото подпомагане на 25 големи британски изследователски експедиции по цялото земно кълбо.
През 1855 г. е назначен за генерален директор на Британския институт за геоложки изследвания, като същевременно е директор на Кралското минно училище и директор на Музея по практична геология в Лондон.
През 1863 г. му е присъдено рицарско звание. Удостоен с най-високите британски награди: на Кралското географско дружество, на Шотландското географско дружество, на Френската академия на науките, на Шведската академия на науките.
Малко преди смъртта си на 22 октомври 1871 г. в Лондон основава геоложки фонд и медал на негово име, които да се връчват ежегодно от съвета на Британското геоложко дружество на изявени геолози.

## Памет
Неговото име носят:
- водопад Мърчисън (2°15′ с. ш. 31°48′ и. д. / 2.25° с. ш. 31.8° и. д.) на река Нил в Уганда;
- връх Мърчисън (67°18′ ю. ш. 141°17′ и. д. / 67.3° ю. ш. 141.283333° и. д., 567 м) в Антарктида, Бряг Джордж V;
- връх Мърчисън (73°30′ ю. ш. 166°15′ и. д. / 73.5° ю. ш. 166.25° и. д., 3500 м) в Антарктида, Земя Виктория;
- връх Мърчисън (51°56′ с. ш. 116°41′ з. д. / 51.933333° с. ш. 116.683333° з. д., 3337 м) в Канада, провинция Алберта;
- връх Мърчисън (49°43′ с. ш. 123°15′ з. д. / 49.716667° с. ш. 123.25° з. д., 1731 м) в Канада, провинция Британска Колумбия;
- връх Мърчисън (76°21′ с. ш. 90°06′ з. д. / 76.35° с. ш. 90.1° з. д.) в северната част на остров Девън, в Канадския арктичен архипелаг;
- езеро Мърчисън (68°11′ с. ш. 92°20′ з. д. / 68.183333° с. ш. 92.333333° з. д.) в Северна Канада, провинция Нунавут;
- кратер Мърчисън на Луната;
- нос Мърчисън (63°16′ с. ш. 64°03′ з. д. / 63.266667° с. ш. 64.05° з. д.), най-южната точка на остров Бревуърт, край югоизточното крайбрежие на остров Бафинова земя;
- нос Мърчисън (81°46′ с. ш. 64°06′ з. д. / 81.766667° с. ш. 64.1° з. д.), на североизточния бряг на остров Елсмиър, в Канадския арктичен архипелаг;
- остров Мърчисън (52°36′ с. ш. 131°27′ з. д. / 52.6° с. ш. 131.45° з. д.) в архипелага Кралица Шарлота, край западните брегове на Канада;
- полуостров Мърчисън (71°58′ с. ш. 94°57′ з. д. / 71.966667° с. ш. 94.95° з. д.) в най-северната част на п-ов Бутия, в Северна Канада;
- река Импи (26°56′ ю. ш. 116°14′ и. д. / 26.933333° ю. ш. 116.233333° и. д.) в Западна Австралия, десен приток на река Мърчисън;
- река Мърчисън (27°42′ ю. ш. 114°10′ и. д. / 27.7° ю. ш. 114.166667° и. д.) в Западна Австралия, вливаща се в Индийския океан;
- река Мърчисън (68°35′ с. ш. 93°35′ з. д. / 68.583333° с. ш. 93.583333° з. д.) в Северна Канада, провинция Нунавут.

## Съчинения
- „The Silurian system founded on geological researches in the counties of Solop...“ (1839).
- „Геологическое описание Европейской Рдоссии и хребета Уральского“, СПБ, 1849.